# Michael Matt
Michael Matt (ur. 13 maja 1993 w Bludenz) – austriacki narciarz alpejski, dwukrotny medalista mistrzostw świata i igrzysk olimpijskich.

## Życie prywatne
Jego rodzicami są Hubert i Hanni. Ma dwóch starszych braci: Maria, który w przeszłości uprawiał narciarstwo alpejskie i Andreasa, będącego niegdyś narciarzem dowolnym specjalizującym się w skicrossie.

## Kariera
Jego pierwszym występem na arenie międzynarodowej były rozegrane 19 grudnia 2008 roku w Lech am Arlberg zawody FIS, na których zajął 70. miejsce w slalomie gigancie. Kolejne lata to dla niego głównie starty w tym właśnie cyklu, ponadto pojawiał się w zawodach National Junior Race, a także na juniorskich oraz seniorskich mistrzostwach Austrii i krajów sąsiednich.
W 2011 roku rozpoczął występy w Pucharze Europy. Rok później wziął udział w mistrzostwach świata juniorów w Roccaraso, na których nie ukończył supergiganta, a także pierwszego przejazdu slalomu i drugiego przejazdu slalomu giganta. W 2013 roku pojawił się na mistrzostwach świata juniorów w Quebecu, które przyniosły mu 20. miejsce w supergigancie i slalomie gigancie, 21. w zjeździe oraz nieukończony pierwszy przejazd slalomu. W tym samym roku, 17 listopada miał miejsce jego debiut w Pucharze Świata, kiedy to na rozgrywanych w Levi zawodach sezonu 2013/2014 nie ukończył pierwszego przejazdu slalomu. W 2014 roku pojawił się na mistrzostwach świata juniorów w Jasnej, na których zajął 8. miejsce w superkombinacji, 9. w slalomie gigancie, 15. w supergigancie i 31. w zjeździe, ponadto nie ukończył pierwszego przejazdu slalomu.
W 2015 roku wystartował w mistrzostwach świata w Vail/Beaver Creek, na których nie ukończył drugiego przejazdu slalomu, jedynej konkurencji w jakiej startował. W tym samym roku, 17 stycznia zdobył pierwsze punkty w Pucharze Świata, zajmując 16. miejsce w slalomie na rozgrywanych w Wengen zawodach sezonu 2014/2015. 13 listopada 2016 roku zaliczył pierwsze podium w Pucharze Świata, kiedy to na zorganizowanych w Levi zawodach sezonu 2016/2017 zajął 2. miejsce w slalomie, plasując się za swoim rodakiem Marcelem Hirscherem i przed reprezentantem Włoch Manfredem Mölggiem. Natomiast pierwsze zwycięstwo w tym cyklu odniósł 5 marca 2017 roku, pokonując w slalomie na zawodach w Kranjskiej Gorze Włocha Stefana Grossa i Niemca Felixa Neureuthera. 2017 rok to dla niego również udział w mistrzostwach świata w Sankt Moritz, na których był ósmy w slalomie.
W 2018 roku pojawił się na igrzyskach olimpijskich w Pjongczangu, gdzie zdobył brązowy medal w slalomie, przegrywając tylko ze Szwedem André Myhrerem i Szwajcarem Ramonem Zenhäusernem oraz srebrny w zawodach drużynowych, w których jego drużyna, współtworzona przez Manuela Fellera, Katharinę Gallhuber, Katharinę Liensberger, Marca Schwarza i Stephanie Brunner rozdzieliła na podium ekipy ze Szwajcarii i Norwegii. Rok później wziął udział w mistrzostwach świata w Åre, na których zdobył srebrny medal zarówno w zawodach drużynowych, jak i w slalomie. W tej pierwszej konkurencji, startując z Franziską Gritsch, Kathariną Liensberger, Kathariną Truppe, Christianem Hirschbühlem i Marco Schwarzem rozdzielił na podium ekipy ze Szwajcarii i Włoch, zaś w tej drugiej uplasował się między swoimi rodakami: Marcelem Hirscherem i Marco Schwarzem.

## Osiągnięcia

### Igrzyska olimpijskie
| Miejsce | Dzień     | Rok  | Miejscowość | Konkurencja      | Czas biegu | Strata | Zwycięzca    |
| ------- | --------- | ---- | ----------- | ---------------- | ---------- | ------ | ------------ |
| 3.      | 22 lutego | 2018 | Pjongczang  | Slalom           | 1:38,99    | +0,67  | André Myhrer |
| 2.      | 24 lutego | 2018 | Pjongczang  | Zawody drużynowe | –          | –      | Szwajcaria   |
| DNF2    | 16 lutego | 2022 | Pekin       | Slalom           | 1:44,09    | -      | Clément Noël |

### Mistrzostwa świata
| Miejsce | Dzień     | Rok  | Miejscowość       | Konkurencja      | Czas biegu | Strata | Zwycięzca              |
| ------- | --------- | ---- | ----------------- | ---------------- | ---------- | ------ | ---------------------- |
| DNF2    | 15 lutego | 2015 | Vail/Beaver Creek | Slalom           | 1:57,47    | –      | Jean-Baptiste Grange   |
| 8.      | 19 lutego | 2017 | Sankt Moritz      | Slalom           | 1:34,75    | +1,24  | Marcel Hirscher        |
| 2.      | 12 lutego | 2019 | Åre               | Zawody drużynowe | –          | –      | Szwajcaria             |
| 2.      | 17 lutego | 2019 | Åre               | Slalom           | 2:05,86    | +0,65  | Marcel Hirscher        |
| 9.      | 21 lutego | 2021 | Cortina d’Ampezzo | Slalom           | 1:46,48    | +1,56  | Sebastian Foss Solevåg |

### Mistrzostwa świata juniorów
| Miejsce | Dzień     | Rok  | Miejscowość      | Konkurencja     | Czas biegu | Strata | Zwycięzca                |
| ------- | --------- | ---- | ---------------- | --------------- | ---------- | ------ | ------------------------ |
| DNF     | 3 marca   | 2012 | Roccaraso        | Supergigant     | 1:02,73    | –      | Ralph Weber              |
| DNF2    | 7 marca   | 2012 | Roccaraso        | Slalom gigant   | 2:39,50    | –      | Henrik Kristoffersen     |
| DNF1    | 9 marca   | 2012 | Roccaraso        | Slalom          | 1:38,44    | –      | Santeri Paloniemi        |
| 21.     | 22 lutego | 2013 | Le Massif        | Zjazd           | 1:30,95    | +2,85  | Nils Mani                |
| 20.     | 24 lutego | 2013 | Le Massif        | Supergigant     | 58,49      | +1,41  | Thomas Mayrpeter         |
| 20.     | 25 lutego | 2013 | Mont-Sainte-Anne | Slalom gigant   | 2:20,75    | +3,01  | Aleksander Aamodt Kilde  |
| DNF1    | 26 lutego | 2013 | Mont-Sainte-Anne | Slalom          | 1:59,40    | –      | Manuel Feller            |
| 8.      | 26 lutego | 2014 | Jasná            | Superkombinacja | 2:21,69    | +0,79  | Matteo De Vettori        |
| 15.     | 26 lutego | 2014 | Jasná            | Supergigant     | 1:30,63    | +1,24  | Marco Schwarz            |
| 31.     | 2 marca   | 2014 | Jasná            | Zjazd           | 1:17,31    | +1,41  | Adrian Smiseth Sejersted |
| 9.      | 4 marca   | 2014 | Jasná            | Slalom gigant   | 2:03,14    | +3,05  | Henrik Kristoffersen     |
| DNF1    | 5 marca   | 2014 | Jasná            | Slalom          | 1:37,21    | –      | Henrik Kristoffersen     |

### Puchar Świata

#### Miejsca w klasyfikacji generalnej
- sezon 2014/2015: 124.
- sezon 2015/2016: 84.
- sezon 2016/2017: 18.
- sezon 2017/2018: 19.
- sezon 2018/2019: 31.
- sezon 2019/2020: 38.
- sezon 2020/2021: 35.
- sezon 2021/2022: 50.
- sezon 2022/2023: 79.
- sezon 2023/2024:

#### Miejsca na podium w zawodach
1. Levi – 13 listopada 2016 (slalom) – 2. miejsce
2. Kranjska Gora – 5 marca 2017 (slalom) – 1. miejsce
3. Aspen – 19 marca 2017 (slalom) – 3. miejsce
4. Oslo – 1 stycznia 2018 (slalom równoległy) – 2. miejsce
5. Zagrzeb – 4 stycznia 2018 (slalom) – 2. miejsce
6. Adelboden – 7 stycznia 2018 (slalom) – 2. miejsce
7. Madonna di Campiglio – 22 grudnia 2018 (slalom) – 3. miejsce
8. Gurgl – 18 listopada 2023 (slalom) – 3. miejsce